# Fontaine (Territoire de Belfort)
Fontaine (deutsch früher Brunn) ist eine französische Gemeinde mit 601 Einwohnern (Stand: 1. Januar 2022) im Territoire de Belfort in der Region Bourgogne-Franche-Comté. Sie gehört zum Arrondissement Belfort. Die Bewohner werden Fontainiens und Fontainiennes genannt.
Die Gemeinde erhielt 2023 die Auszeichnung „Zwei Blumen“, die vom Conseil national des villes et villages fleuris (CNVVF) im Rahmen des jährlichen Wettbewerbs der blumengeschmückten Städte und Dörfer verliehen wird.

## Geographie
Fontaine liegt auf 363 m Höhe, etwa elf Kilometer ostnordöstlich der Stadt Belfort (Luftlinie). Das ehemalige Straßenzeilendorf erstreckt sich in der Burgundischen Pforte, auf dem Plateau im Vorland der Vogesen, in der weiten Talebene des Ruisseau de Saint-Nicolas.
Die Fläche des 6,96 km² großen Gemeindegebiets umfasst einen Abschnitt der nur schwach reliefierten Landschaft im Bereich der Burgundischen Pforte (Trouée de Belfort). Der zentrale Teil des Gebietes wird in Nord-Süd-Richtung von der Talebene des Ruisseau de Saint-Nicolas durchquert, die eine Breite von rund zwei Kilometern aufweist. Der Bach entwässert das Gebiet über die Bourbeuse zur Allaine. Die Ebene im Vogesenvorland liegt auf durchschnittlich 360 m. Sie ist überwiegend mit Acker- und Wiesland bedeckt, zeigt aber auch einige Waldflächen. Nach Osten reicht der Gemeindeboden bis an den Bachlauf der Loutre. Im Westen dehnt sich das Gemeindeareal in die Waldung Fahy aus. Hier wird mit 378 m die höchste Erhebung von Fontaine erreicht.
Nachbargemeinden von Fontaine sind Larivière und Vauthiermont im Norden, Reppe und Chavannes-sur-l’Étang im Osten, Foussemagne und Frais im Süden sowie Phaffans und Lacollonge im Westen.

## Geschichte
Bereits im 12. Jahrhundert erscheint der Name Fontanis. Allerdings gilt erst die Erwähnung von 1441 für das heutige Dorf als gesichert. Zunächst im Einflussbereich der Herren von Montbéliard stehend, gelangte Fontaine Mitte des 14. Jahrhunderts unter die Oberhoheit der Habsburger. Es gehörte zur Herrschaft Montreux, die ab 1560 im Besitz der Familie Reinach war. Zusammen mit dem Sundgau kam Fontaine mit dem Westfälischen Frieden 1648 an die französische Krone. Seit 1793 gehörte das Dorf zum Département Haut-Rhin, verblieb jedoch nach dem Deutsch-Französischen Krieg 1871 als Teil des arrondissement subsistant du Haut-Rhin im Gegensatz zum restlichen Elsass bei Frankreich. Seit 1997 war Fontaine zunächst Teil des Gemeindeverbandes Communauté de communes du Tilleul, der 2017 in die Grand Belfort Communauté d’Agglomération aufging. Bis 2015 war Fontaine namensgebender Hauptort des in diesem Jahr aufgelösten Kantons Fontaine.

## Sehenswürdigkeiten
Die Kreuzerhöhungskirche (l’Exaltation de la Sainte-Croix) wurde 1788 neu erbaut. Auf dem Dorfplatz steht die Linde von Turenne, welche nach Marschall Turenne benannt ist, der sich hier um die Jahreswende 1674/75 aufhielt. Sie ist vermutlich mehr als 700 Jahre alt.

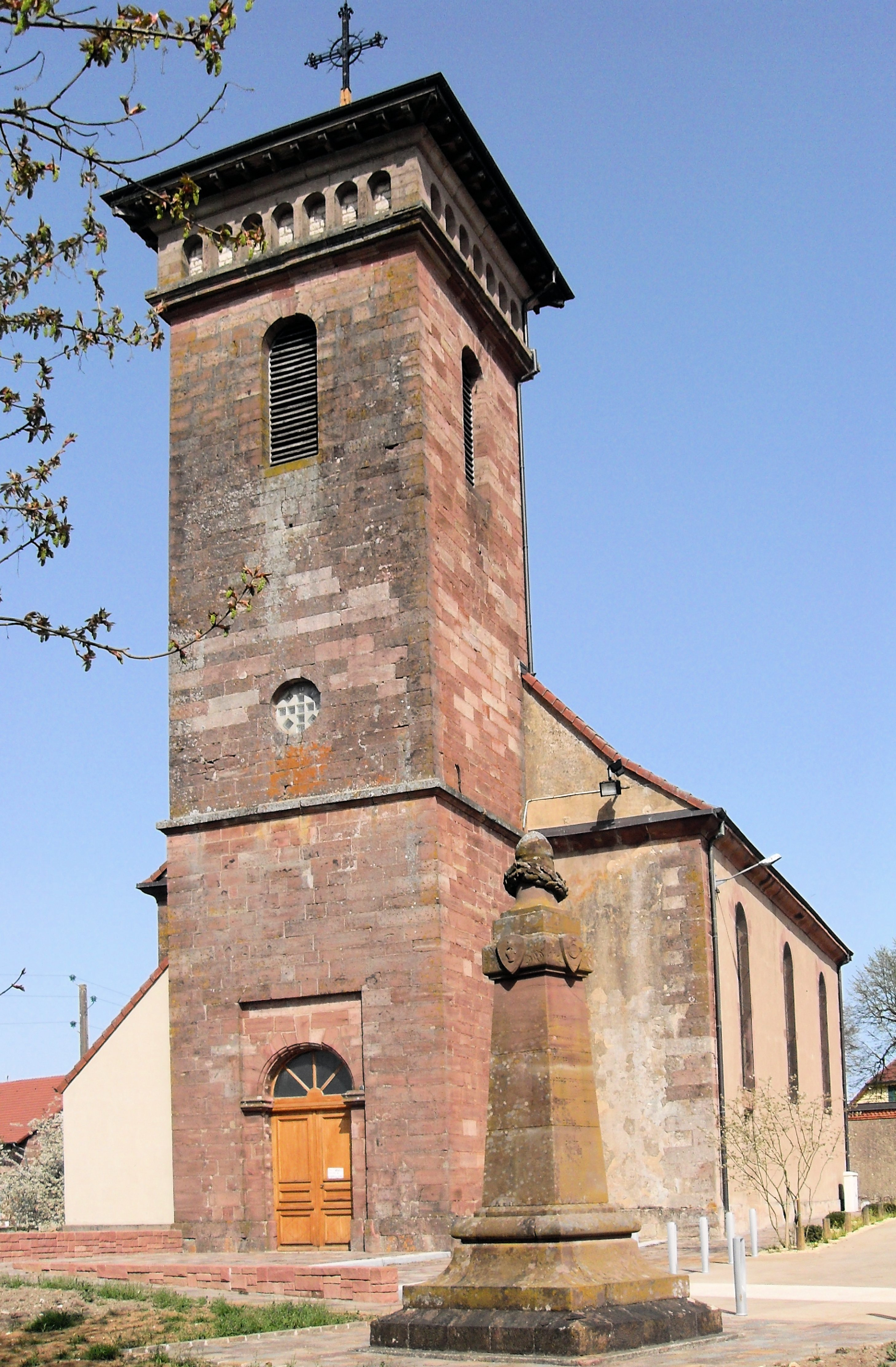
Westseite der Kirche
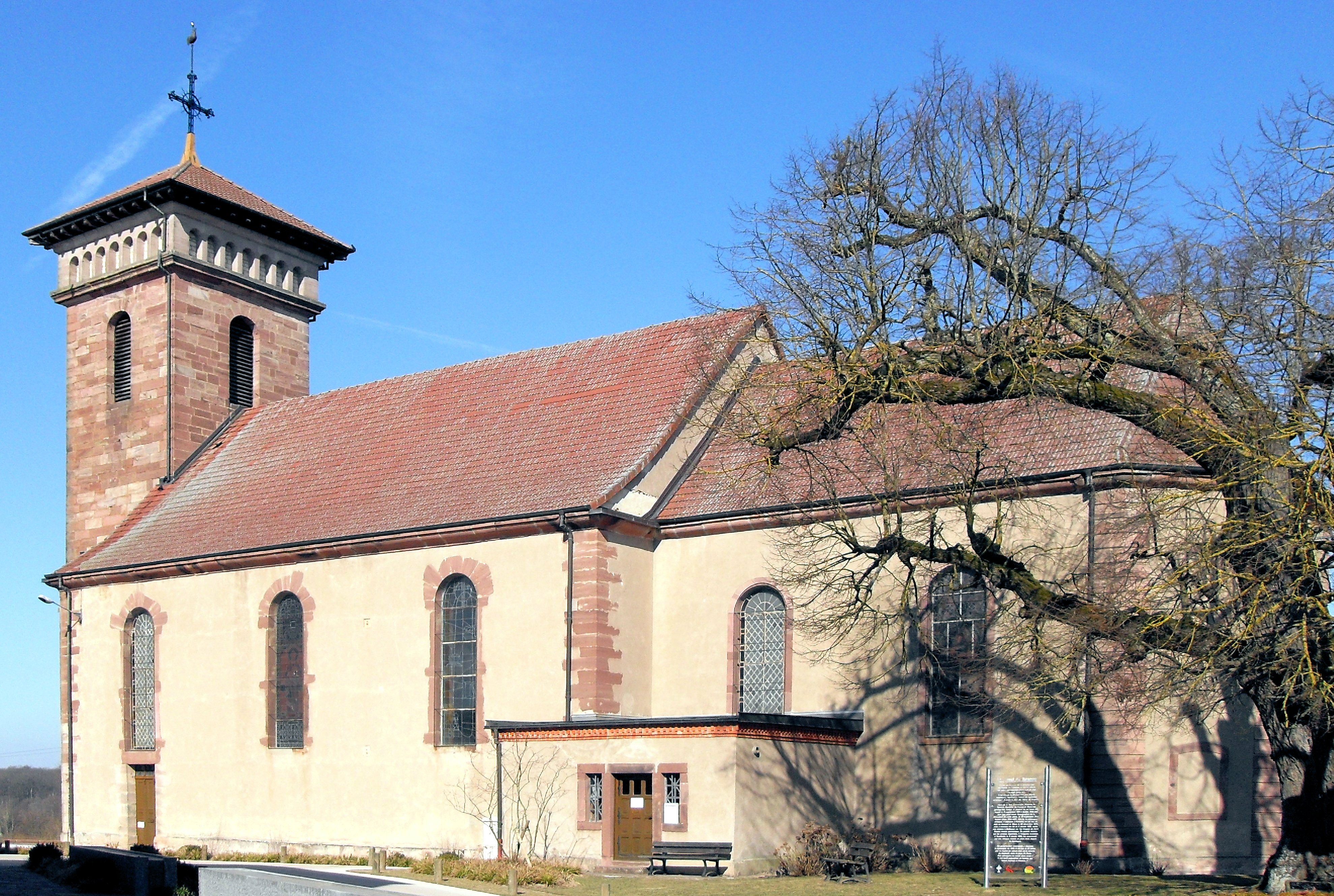
Südseite der Kirche
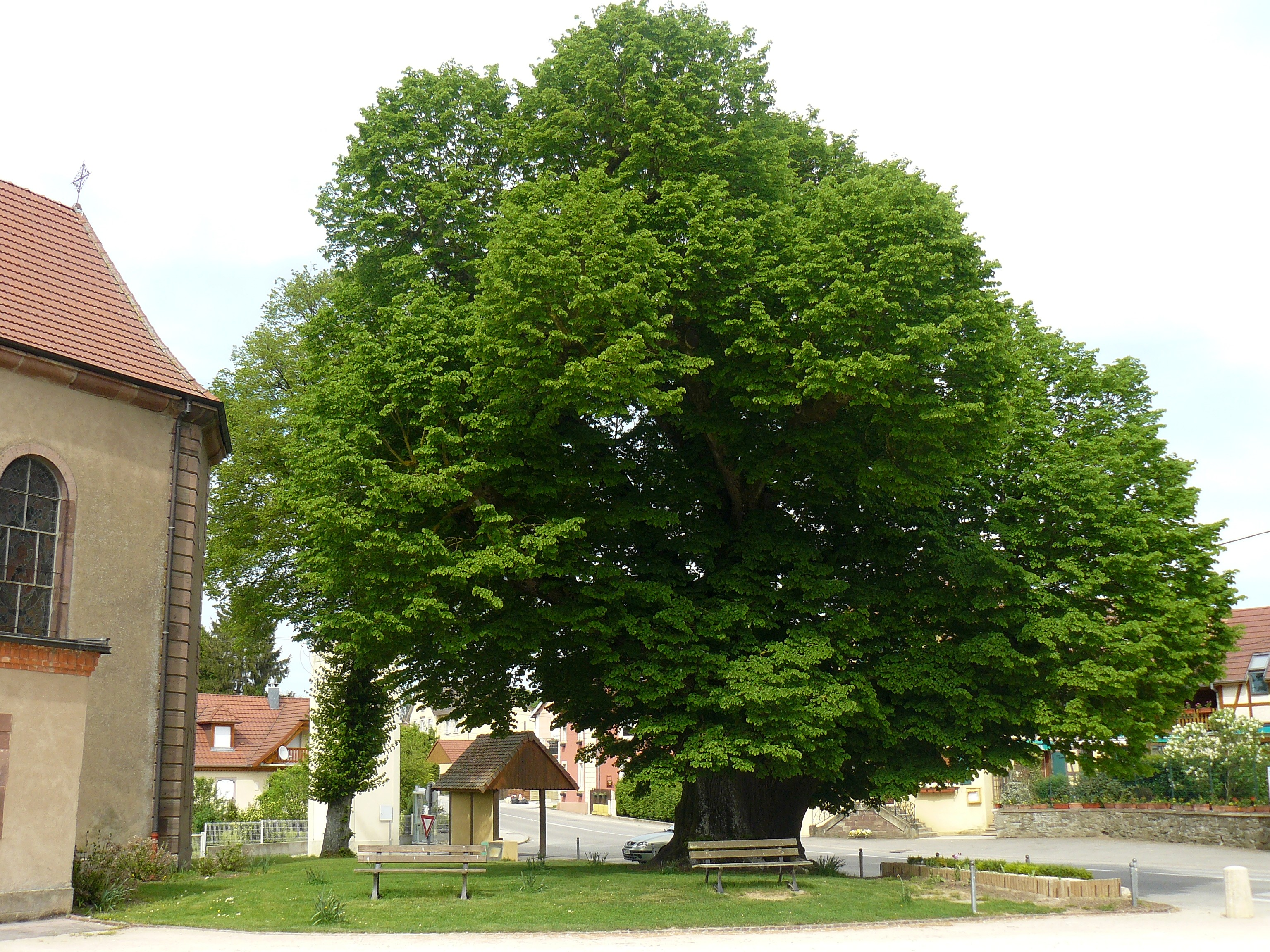
Linde von Turenne auf dem Dorfplatz

## Bevölkerung
| Bevölkerungsentwicklung | Bevölkerungsentwicklung |
| Jahr                    | Einwohner               |
| ----------------------- | ----------------------- |
| 1962                    | 298                     |
| 1968                    | 291                     |
| 1975                    | 373                     |
| 1982                    | 353                     |
| 1990                    | 435                     |
| 1999                    | 524                     |

Mit 601 Einwohnern (1. Januar 2022) gehört Fontaine zu den kleinen Gemeinden des Département Territoire de Belfort. Nachdem die Einwohnerzahl in der ersten Hälfte des 20. Jahrhunderts abgenommen hatte (1886 wurden noch 401 Personen gezählt), wurde seit Beginn der 1970er Jahre wieder ein deutliches Bevölkerungswachstum verzeichnet.

## Wirtschaft und Infrastruktur
Fontaine war bis weit ins 20. Jahrhundert hinein ein vorwiegend durch die Landwirtschaft (Ackerbau, Obstbau und Viehzucht) und die Forstwirtschaft geprägtes Dorf. Es war Standort des Flugplatzes Belfort-Fontaine (1914 eröffnet), der 1986 aufgegeben wurde. Seit 1992 entsteht auf dem Gelände der Aéroparc, eine große Industrie- und Gewerbezone. Hier haben sich zahlreiche Betriebe des Transportgewerbes, des Apparatebaus, der Automobilindustrie, Logistikfirmen und Verteilerzentren sowie metall- und kunststoffverarbeitende Industrie niedergelassen.
Die Ortschaft ist verkehrstechnisch gut erschlossen. Sie liegt an der Departementsstraße, die von Montreux-Château nach Lachapelle-sous-Rougemont führt. Der nächste Anschluss an die Autobahn A36 befindet sich in einer Entfernung von ungefähr vier Kilometern. Weitere Straßenverbindungen bestehen mit Lacollonge und Foussemagne.